# Sahle Syllasje

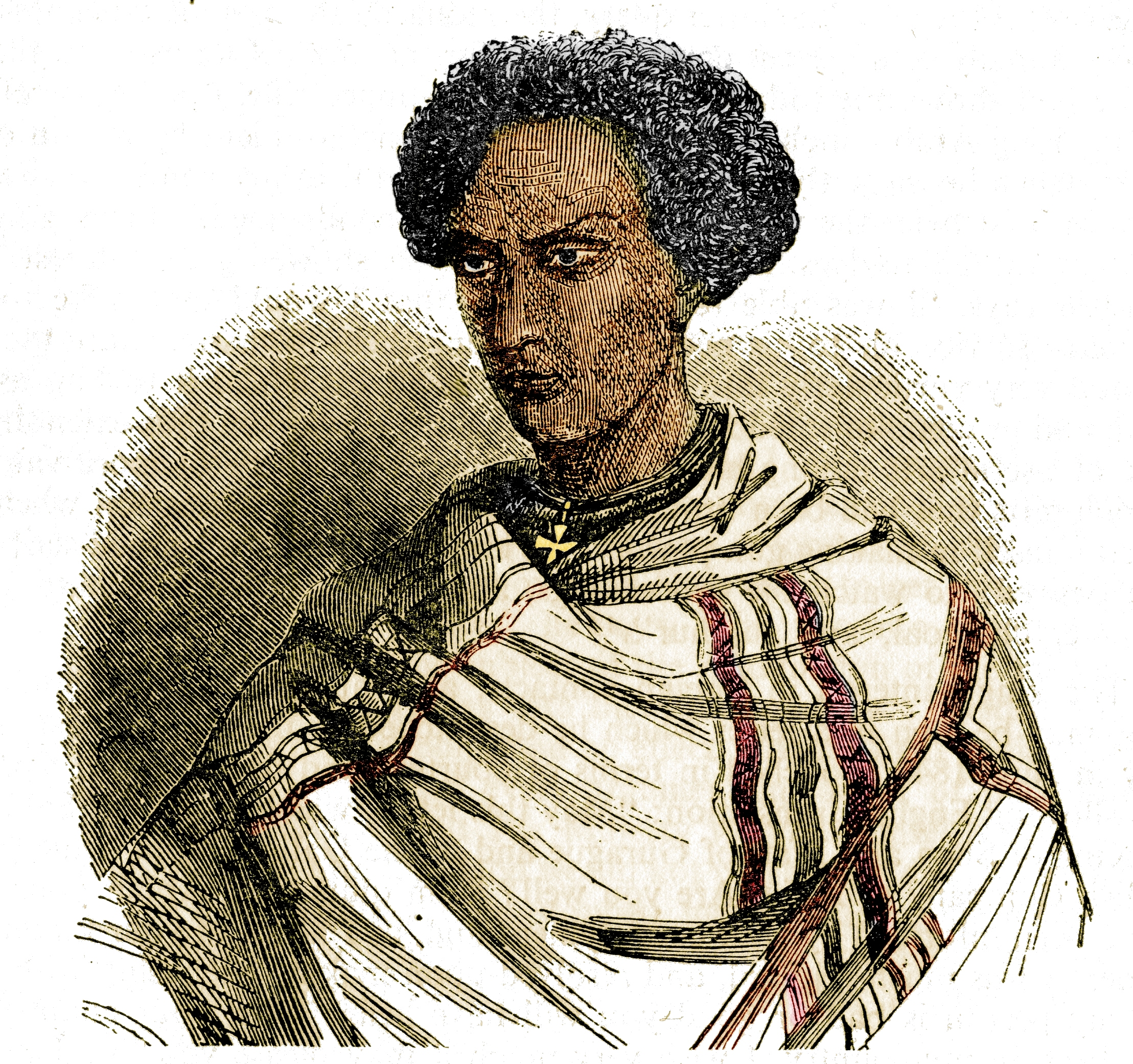
Król Sahle Syllasje

Sahle Syllasje (inny zapis Sahle Selassie) (gyyz; ሣህለ ሥላሴ, co znaczy Łaska Trójcy Świętej) (ur. 1795, zm. 22 października 1847) – władca Szeua w latach 1813-1847. Najpierw nosił tytuł meridazmacza, a następnie negusa. Był jednym z najważniejszych możnowładców w Etiopii w czasach rozbicia dzielnicowego, zwanego Zemene mesafynt i jednym z najpotężniejszym królów prowincji Szeua. Był także dziadkiem późniejszego cesarza – Menelika II. Z dynastii wywodzącej się z Szeua pochodził między innymi przedostatni cesarz etiopski – Haile Selassie I, którego Sahle był pradziadkiem.

## Początki panowania i polityka wewnętrzna

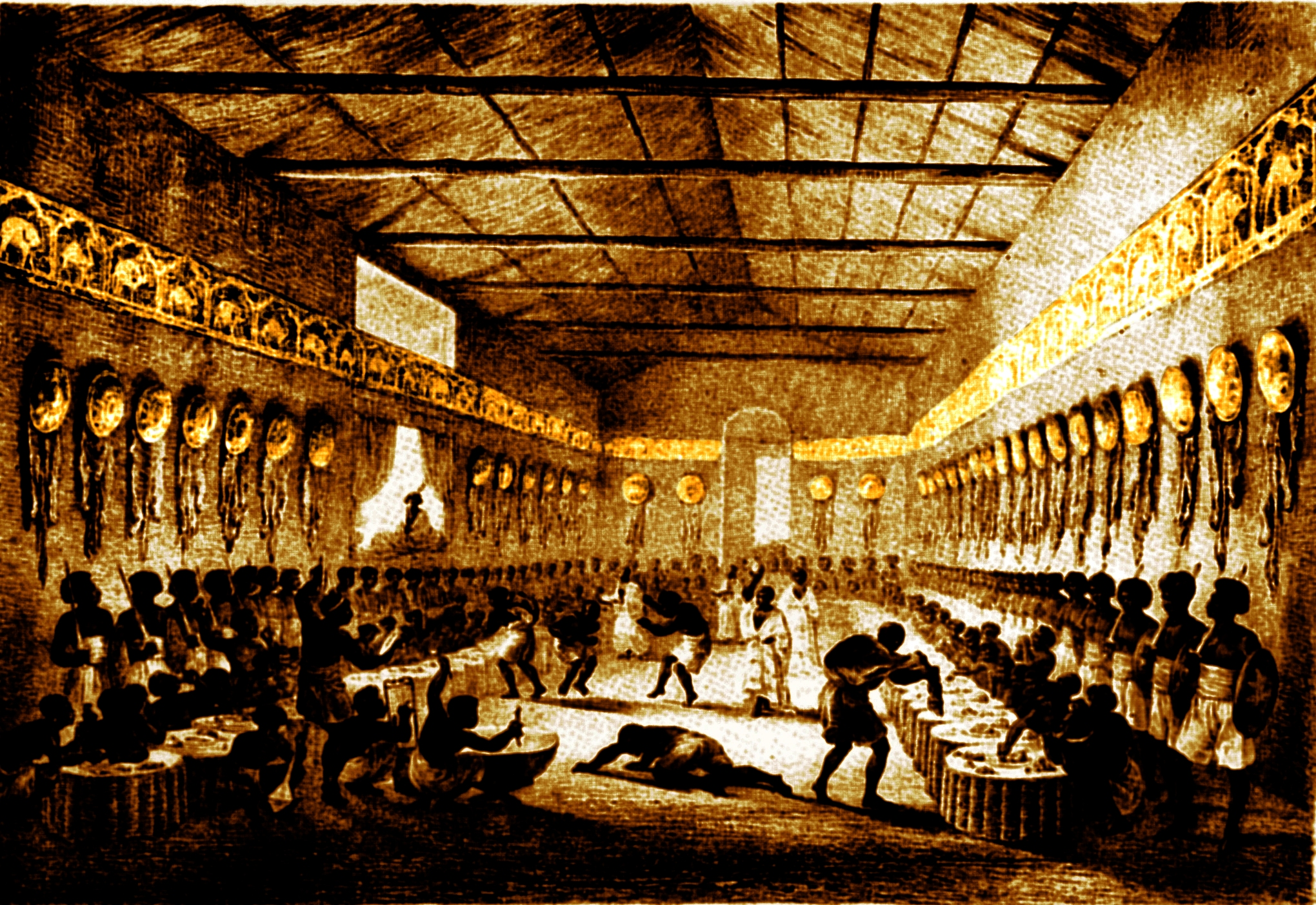
Sala bankietowa w pałacu Sahle Syllasje

Sahle Syllasje objął władzę po śmierci ojca, Uesen Segeda, który został zamordowany przez niewolnika opłaconego przez niechętnych mu możnowładców. Syllasje pomimo młodego wieku skorzystał z okazji sięgnięcia po władzę i wyruszył z klasztou w Sela Dingay, gdzie studiował i przy poparciu krewnych swojej matki Zenebeuerk został władcą w Szeua. Jako pierwszy z władców dynastii szeuańskiej zaczął używać tytułu negusa i używał pieczęci opatrzonej napisem: „Sahle Syllasje negus Szeua, Galla i Adal”. Król przeprowadził reformę administracyjną, oraz zmienił prawo karne. Ponadto opracował nową strukturę opodatkowania, która była korzystna dla jego poddanych i dzięki temu dostarczała mu niezawodne przychody. Około 1840 jego majątek w gotówce wart był od 80 do 300 tysięcy talarów Marii Teresy. W czasie jego rządów doszło do modernizacji i gospodarczego rozwoju Szeua. Popierał rozwój rzemiosła artystycznego i nagradzał najlepszych rzemieślników, dlatego wielu z nich ściągało do stabilnego politycznie Szeua z całej Etiopii, ogarniętej wewnętrznym chaosem. W 1830 roku Szeuę nawiedziła epidemia cholery, trwająca dwa lata. Wskutek choroby zmarło dwie trzecie zarażonych poddanych w pałacu króla. Rozprzestrzenienie się cholery było spowodowane klęską głodu, jaka nastąpiła w 1829. Sahle Syllasje w odpowiedzi na powszechny głód, udostępnił królewskie magazyny z żywnością dla potrzebujących.

## Polityka zewnętrzna
Sahle Syllasje wykorzystywał dyplomację w rozstrzyganiu konfliktów z buntowniczymi ludami – Amhara i Oromo, aby odsunąć od siebie zagrożenie militarne. Syllasje udzielił pomocy plemieniu Abichu Oromo, zagrożonego przez inny odłam, Tulama Oromo. Tych ostatnich król Szeua pokonał w latach dwudziestych XIX wieku. Po tym zwycięstwie odbudował Debre Berhan, oraz inne miasta spalone uprzednio po najeździe Oromo. Władca wybudował także ufortyfikowane wioski, jak na przykład Angolalla na terytorium Abichu. Poszerzył terytorium Szeua o Bulgę, Karayu, Arsi, oraz tereny zamieszkane przez Guragów. Sahle Syllasje kontynuował politykę swojego przodka Amhy Ijasusa, utrzymując obszar buforowy na północy, złożony z terenów zasiedlonych przez przywódców plemion Jedżu i Wollo Oromo. Pozwoliło to królowi Szeua odgrodzić się od północnych władców takich jak Ali II „Mały” z Jedżu, którzy kontynuowali wojnę domową, charakterystyczną dla okresu Zemene mesafynt.

## Próby zjednoczeniaCesarstwa Etiopii

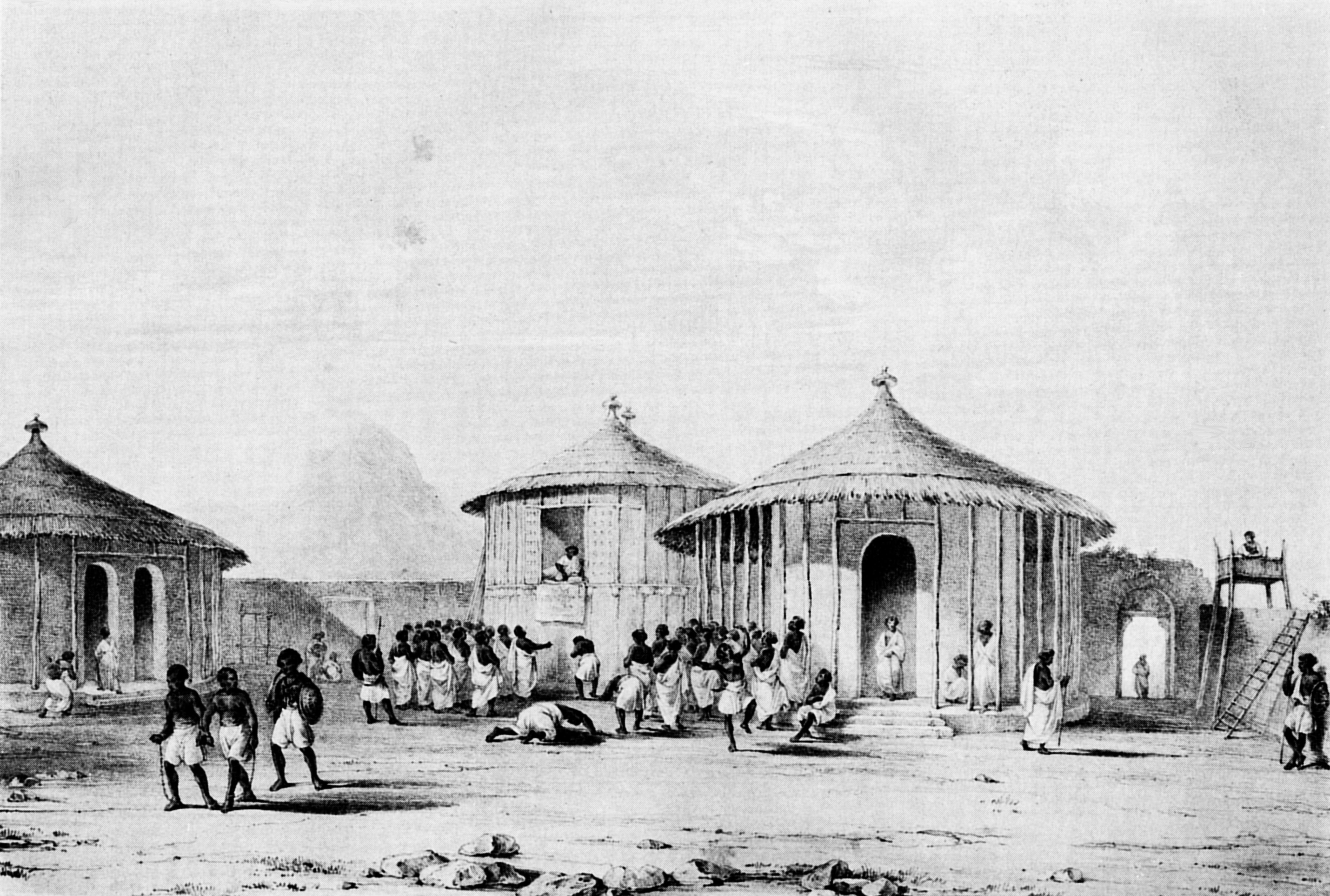
Sahle Syllasje siedzący w oknie podczas rozprawy sądowej

Pod koniec swojego panowania, Sahle Syllasje dążył do koronacji na cesarza Etiopii. Prowincja Szeua urosła wówczas do największej potęgi spośród wszystkich, konkurujących między sobą regionów Etiopii. Sprzyjał temu konflikt pomiędzy Gonderem a Tigraj. Syllasje chciał uzyskać poparcie Kościoła Etiopii do zjednoczenia kraju pod przewodnictwem Szeua. Budował nowe kościoły. W 1840 poparł odłam teuahdo w Kościele i uznał go za obowiązującą wiarę. W 1841 Sahle Syllasje nawiązał stosunki dyplomatyczne z przedstawicielem władz brytyjskich w Indiach. Major William Cornwallis Harris, przybyły w tym roku do Szeua podpisał z negusem Syllasje układ o przyjaźni. Następnie negus zawarł przyjazne stosunki z Francją.

## Śmierć
Król Sahle Syllasje zachorował w okresie, gdy przygotowywał się do wojny, która miała wynieść go na tron cesarza Etiopii. Zmarł 22 października 1847 roku. Ze związku z ueizero Bezabisz Uelde pozostawił po sobie liczne potomstwo. Czterech synów i pięć córek. Rządy po nim objął syn, Hajle Melekot, również posiadający ambicje do zjednoczenia kraju. Walki wojsk Szeua z plemionami Arusi opóźniły plany Melekota, a gdy do nich powrócił, potężniejszym konkurentem do tronu okazał się dzedżazmacz Kassa znany później jako Tewodros II (Teodor II).